# Cirella
Cirella is een plaats (frazione) in de Italiaanse gemeente Diamante.